# Alfândega da Fé
Alfândega da Fé é uma vila portuguesa localizada na sub-região das Terras de Trás-os-Montes, pertencendo à região do Norte e ao distrito de Bragança. 
É sede do município de Alfândega da Fé que tem uma área total de 321,95 km2, 4.222 habitantes (2023) e uma densidade populacional de 13 habitantes por km2, subdividido em 12 freguesias. O município é limitado a norte pelo município de Macedo de Cavaleiros, a leste por Mogadouro, a sul por Torre de Moncorvo, a oeste por Vila Flor e a noroeste por Mirandela.

## Freguesias

Freguesias do município de Alfândega da Fé.

### Freguesias atuais
O município de Alfândega da Fé está dividido em 12 freguesias:
- Agrobom, Saldonha e Vale Pereiro
- Alfândega da Fé (sede)
- Cerejais
- Eucísia, Gouveia e Valverde
- Ferradosa e Sendim da Serra
- Gebelim e Soeima
- Parada e Sendim da Ribeira
- Pombal e Vales
- Sambade
- Vilar Chão
- Vilarelhos
- Vilares de Vilariça

### Aldeias anexas
- Cabreira (Gouveia)
- Castelo (Alfândega da Fé)
- Colmeias (Vilares de Vilariça)
- Covelas (Sambade)
- Legoínha (Vilar Chão)
- Felgueiras (Agrobom)
- Picões (Ferradosa)
- Santa Justa (Eucísia)
- Sardão (Sendim da Ribeira)
- Vila Nova (Sambade)

## Geminações
O Município de Alfândega da Fé tem um protocolo de cooperação com com o Município da seguinte cidade:
- Medina de Rioseco, Castela e Leão, Espanha

## Ensino

### Ensino Pré-Escolar
- Jardim de Infância de Alfândega da Fé
- Jardim de Infância da Santa Casa da Misericórdia de Alfândega da Fé
- Jardim de Infância de Sambade
- Jardim de Infância de Vilarelhos

### Ensino Primário
- Escola Básica de Alfândega da Fé

### Ensino de 2º, 3º Ciclo e Secundário
- Escola Básica e Secundária de Alfândega da Fé

## Política

### Eleições autárquicas[5]
| Data | %       | V       | %     | V     | %            | V            | %       | V       | %              | V       | Participação   |                |
| Data | CDS-PP  | CDS-PP  | PS    | PS    | FEPU/APU/CDU | FEPU/APU/CDU | PPD/PSD | PPD/PSD | PSD-CDS        | PSD-CDS | Participação   |                |
| ---- | ------- | ------- | ----- | ----- | ------------ | ------------ | ------- | ------- | -------------- | ------- | -------------- | -------------- |
| Data | 1976    | 65,61   | 4     | 22,83 | 1            | 7,78         | -       |         |                |         |                | 59,33 / 100,00 |
| 1979 |         |         | 29,39 | 1     | 14,71        | 1            | 50,32   | 3       | 64,65 / 100,00 |         |                |                |
| 1982 | 23,96   | 1       | 14,85 | 1     | 8,88         | -            | 45,83   | 3       | 73,20 / 100,00 |         |                |                |
| 1985 | 15,20   | 1       | 22,06 | 1     | 8,79         | -            | 49,73   | 3       | 65,10 / 100,00 |         |                |                |
| 1989 | 17,31   | 1       | 46,99 | 3     | 2,44         | -            | 28,84   | 1       | 74,33 / 100,00 |         |                |                |
| 1993 | 2,80    | -       | 54,15 | 3     | 0,85         | -            | 39,39   | 2       | 76,73 / 100,00 |         |                |                |
| 1997 | 5,64    | -       | 49,87 | 3     | 1,19         | -            | 39,91   | 2       | 74,11 / 100,00 |         |                |                |
| 2001 | PPD/PSD | PPD/PSD | 44,64 | 2     | 1,61         | -            | CDS-PP  | CDS-PP  | 50,16          | 3       | 76,02 / 100,00 |                |
| 2005 | 2,01    | -       | 46,47 | 2     | 0,72         | -            | 47,72   | 3       |                |         | 74,48 / 100,00 |                |
| 2009 | PPD/PSD | PPD/PSD | 52,26 | 3     | 0,97         | -            | CDS-PP  | CDS-PP  | 43,72          | 2       | 73,88 / 100,00 |                |
| 2013 | PPD/PSD | PPD/PSD | 54,44 | 3     | 1,59         | -            | CDS-PP  | CDS-PP  | 38,29          | 2       | 69,03 / 100,00 |                |
| 2017 | PPD/PSD | PPD/PSD | 49,72 | 3     | 1,05         | -            | CDS-PP  | CDS-PP  | 44,72          | 2       | 69,15 / 100,00 |                |
| 2021 | PPD/PSD | PPD/PSD | 51,71 | 3     | 1,23         | -            | CDS-PP  | CDS-PP  | 42,90          | 2       | 71,46 / 100,00 |                |

### Eleições legislativas
| Ano  | %     | %     | %     | %    | %     | %     | %        | %     | %    | %     | %    | %       | %   | % | %  | %  |
| Ano  | CDS   | PSD   | PS    | PCP  | UDP   | AD    | APU/ CDU | FRS   | PRD  | PSN   | B.E. | PSD CDS | PAN | L | CH | IL |
| ---- | ----- | ----- | ----- | ---- | ----- | ----- | -------- | ----- | ---- | ----- | ---- | ------- | --- | - | -- | -- |
| 1976 | 33,56 | 31,92 | 20,20 | 3,17 | 0,78  |       |          |       |      |       |      |         |     |   |    |    |
| 1979 | AD    | AD    | 20,10 | APU  | 1,39  | 60,86 | 7,36     |       |      |       |      |         |     |   |    |    |
| 1980 | AD    | AD    | FRS   | APU  | 0,56  | 62,92 | 7,45     | 21,18 |      |       |      |         |     |   |    |    |
| 1983 | 18,14 | 39,44 | 26,98 | APU  | 0,50  |       | 6,86     |       |      |       |      |         |     |   |    |    |
| 1985 | 15,22 | 42,37 | 20,15 | APU  | 1,07  | 7,16  | 5,86     |       |      |       |      |         |     |   |    |    |
| 1987 | 8,29  | 58,83 | 18,04 | CDU  | 0,62  | 5,18  | 1,23     |       |      |       |      |         |     |   |    |    |
| 1991 | 7,06  | 57,31 | 28,08 | CDU  |       | 2,15  | 0,61     | 1,08  |      |       |      |         |     |   |    |    |
| 1995 | 7,17  | 46,64 | 40,44 | CDU  | 0,40  | 2,52  |          |       |      |       |      |         |     |   |    |    |
| 1999 | 8,69  | 43,39 | 40,97 | CDU  |       | 2,61  | 0,29     | 0,78  |      |       |      |         |     |   |    |    |
| 2002 | 10,28 | 51,01 | 33,49 | CDU  | 1,99  |       | 0,70     |       |      |       |      |         |     |   |    |    |
| 2005 | 9,36  | 37,56 | 45,63 | CDU  | 1,61  | 1,27  |          |       |      |       |      |         |     |   |    |    |
| 2009 | 7,80  | 40,89 | 41,11 | CDU  | 1,67  | 3,57  |          |       |      |       |      |         |     |   |    |    |
| 2011 | 8,04  | 48,20 | 34,75 | CDU  | 1,95  | 1,35  |          |       |      |       |      |         |     |   |    |    |
| 2015 | PSD   | CDS   | 40,71 | CDU  | 2,33  | 4,72  | 44,79    | 0,39  | 0,36 |       |      |         |     |   |    |    |
| 2019 | 4,67  | 37,76 | 43,61 | CDU  | 1,42  | 4,74  |          | 0,87  | 0,24 | 0,76  | 0,21 |         |     |   |    |    |
| 2022 | 2,21  | 35,90 | 47,04 | CDU  | 1,26  | 2,17  | 0,60     | 0,14  | 7,22 | 1,19  |      |         |     |   |    |    |
| 2024 | AD    | AD    | 34,42 | CDU  | 37,25 | 1,06  | 1,30     | 0,44  | 1,26 | 17,67 | 1,09 |         |     |   |    |    |

## Evolução da População do Município
| Número de habitantes | Número de habitantes | Número de habitantes | Número de habitantes | Número de habitantes | Número de habitantes | Número de habitantes | Número de habitantes | Número de habitantes | Número de habitantes | Número de habitantes | Número de habitantes | Número de habitantes | Número de habitantes | Número de habitantes | Número de habitantes |
| -------------------- | -------------------- | -------------------- | -------------------- | -------------------- | -------------------- | -------------------- | -------------------- | -------------------- | -------------------- | -------------------- | -------------------- | -------------------- | -------------------- | -------------------- | -------------------- |
| 1864                 | 1878                 | 1890                 | 1900                 | 1911                 | 1920                 | 1930                 | 1940                 | 1950                 | 1960                 | 1970                 | 1981                 | 1991                 | 2001                 | 2011                 | 2021                 |
| 9 069                | 8 906                | 8 768                | 9 069                | 9 341                | 8 037                | 8 789                | 9 963                | 10 204               | 9 672                | 7 701                | 7 925                | 6 734                | 5 963                | 5 104                | 4 324                |

(Número de habitantes que tinham a residência oficial neste município à data em que os censos  se realizaram.)
| Número de habitantes por Grupo Etário | Número de habitantes por Grupo Etário | Número de habitantes por Grupo Etário | Número de habitantes por Grupo Etário | Número de habitantes por Grupo Etário | Número de habitantes por Grupo Etário | Número de habitantes por Grupo Etário | Número de habitantes por Grupo Etário | Número de habitantes por Grupo Etário | Número de habitantes por Grupo Etário | Número de habitantes por Grupo Etário | Número de habitantes por Grupo Etário | Número de habitantes por Grupo Etário | Número de habitantes por Grupo Etário |
| ------------------------------------- | ------------------------------------- | ------------------------------------- | ------------------------------------- | ------------------------------------- | ------------------------------------- | ------------------------------------- | ------------------------------------- | ------------------------------------- | ------------------------------------- | ------------------------------------- | ------------------------------------- | ------------------------------------- | ------------------------------------- |
|                                       | 1900                                  | 1911                                  | 1920                                  | 1930                                  | 1940                                  | 1950                                  | 1960                                  | 1970                                  | 1981                                  | 1991                                  | 2001                                  | 2011                                  | 2021                                  |
| 0-14 Anos                             | 3 197                                 | 3 338                                 | 2 778                                 | 3 148                                 | 3 593                                 | 3 393                                 | 3 172                                 | 2 145                                 | 1 918                                 | 1 187                                 | 745                                   | 496                                   | 353                                   |
| 15-24 Anos                            | 1 585                                 | 1 599                                 | 1 369                                 | 1 554                                 | 1 682                                 | 1 877                                 | 1 607                                 | 1 135                                 | 1 362                                 | 994                                   | 719                                   | 497                                   | 326                                   |
| 25-64 Anos                            | 3 825                                 | 3 960                                 | 3 329                                 | 3 554                                 | 3 970                                 | 4 219                                 | 4 086                                 | 3 145                                 | 3 462                                 | 3 197                                 | 2 845                                 | 2 451                                 | 2 007                                 |
| = ou > 65 Anos                        | 307                                   | 396                                   | 477                                   | 560                                   | 591                                   | 656                                   | 807                                   | 985                                   | 1 183                                 | 1 356                                 | 1 654                                 | 1 660                                 | 1 638                                 |

(Obs: De 1900 a 1950 os dados referem-se à população presente no município à data em que eles se realizaram Daí que se registem algumas diferenças relativamente à designada população residente)